# Bardócz Pál
nagybaczoni Bardócz Pál (Kézdivásárhely, 1864. – Hévíz, 1931. szeptember 1.) tanító, pedagógiai író.

## Életpályája
Szülei: Bardócz Márton és Molnár Borbála voltak. 1884-ben a kolozsvári tanítóképző intézetben érettségi és tanítói oklevelet szerzett. 1884–1895 között Szilágycsehiben oktatott. 1895–1897 között a Magyar Turisták Egyesülete választmányi tagja volt. 1895–1898 között a MÁV budapesti iskolájában tanított. 1898–1905 között Budapesten elemi iskolai tanítóként dolgozott. 1900–1902 között a Magyar Tanítók Kaszinójának szerkesztője volt. 1905–1925 között Budapesten elemi iskolai igazgató, majd szakfelügyelő volt. 1912-ben elkészítette a budapesti elemi iskolák tantervét.

### Munkássága
Az óvodai és az elemi iskola nevelés kérdéseivel foglalkozott. Maria Montessori nevelési rendszerének egyik első hazai megismertetője és átültetője volt. Fontos tankönyvírói tevékenysége és turisztikai szakírói munkássága: kezdeményezte, hogy a rendszeres kirándulások és Budapest környéki séták a kisdednevelés és az elemi iskolai tanítás részei legyenek, elsők között javasolta a kisgyermekek rendszeres szabadban való foglalkoztatását. Megindította a Kisdednevelők Könyvtárát.

## Művei
- Földrajzi olvasókönyv (Zilah, 1894)
- Iskolaügyi dolgozatok (Budapest, 1900)
- Kovászna. A híres Pokolsár fürdővel (Budapest, 1902)
- Séták és kirándulások. Budapest elemi iskolái részére összeállítva (Budapest, 1910)
- A gyermekünnepélyekről (Budapest, 1910)
- Képek a kisdednevelés köréből. Beszámoló németországi és hollandiai tanulmányutunkról (Budapest, 1915)
- A kisdednevelő intézetek foglalkoztatási tervéről, különös tekintettel a fővárosi óvodákra (Budapest, 1915)
- Színes falitáblák az egészségre való nevelés szolgálatában (Budapest, 1915)
- Dr. Montessori nevelési rendszere és módszere ((Fináczy Ernő előszavával, Budapest, 1924)
- A népiskolai tankönyvek szerkesztéséről és bírálatáról (Budapest, 1927)
- A magyar kisdednevelés vezérkönyve (társszerkesztő; Budapest, 1928)